# Luckau (Wendland)
Luckau is een gemeente in de Duitse deelstaat Nedersaksen. De gemeente maakt deel uit van de Samtgemeinde Lüchow (Wendland) in het Landkreis Lüchow-Dannenberg. Luckau telt 568 inwoners.

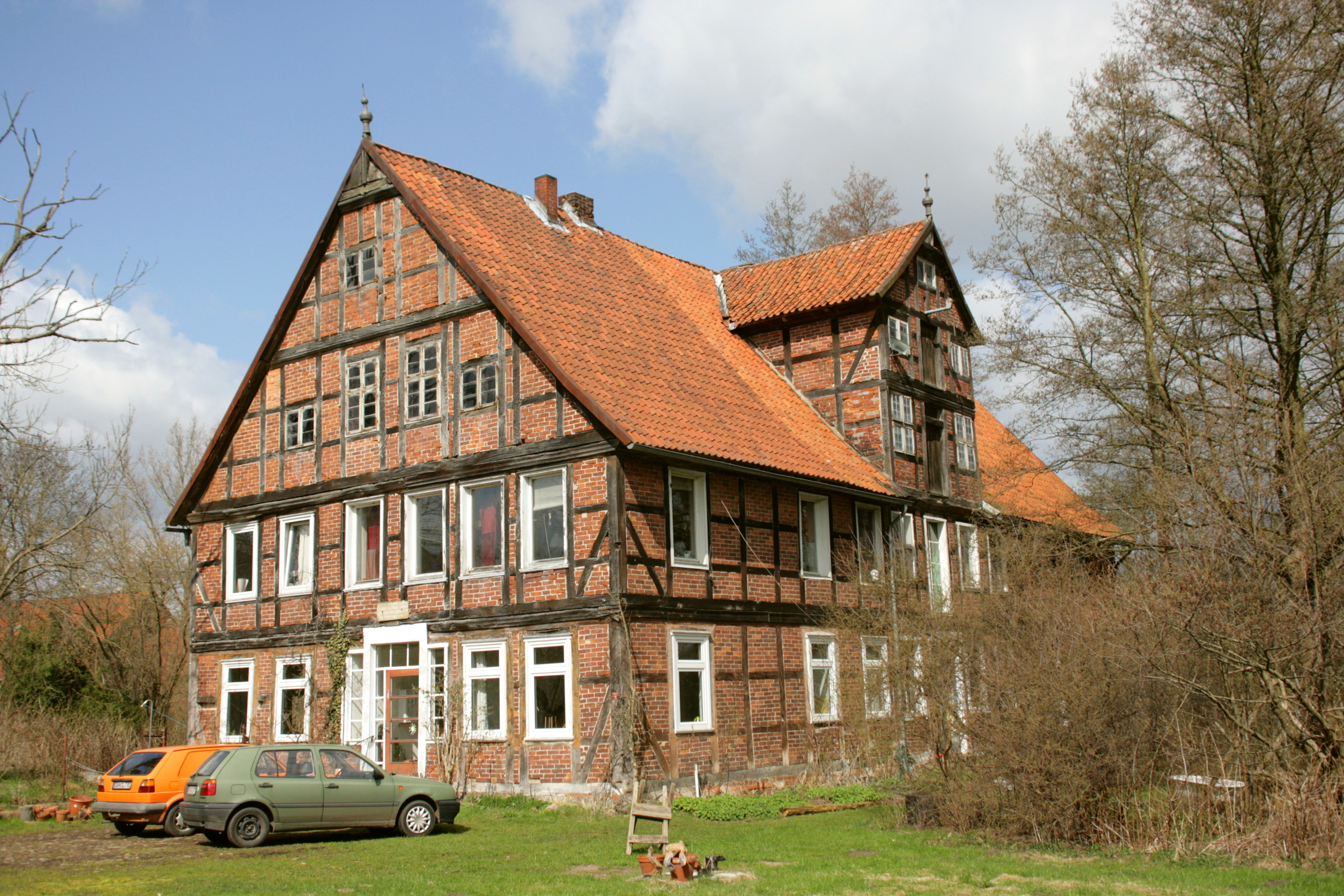
Watermolen bij Zeetze (gem. Luckau)
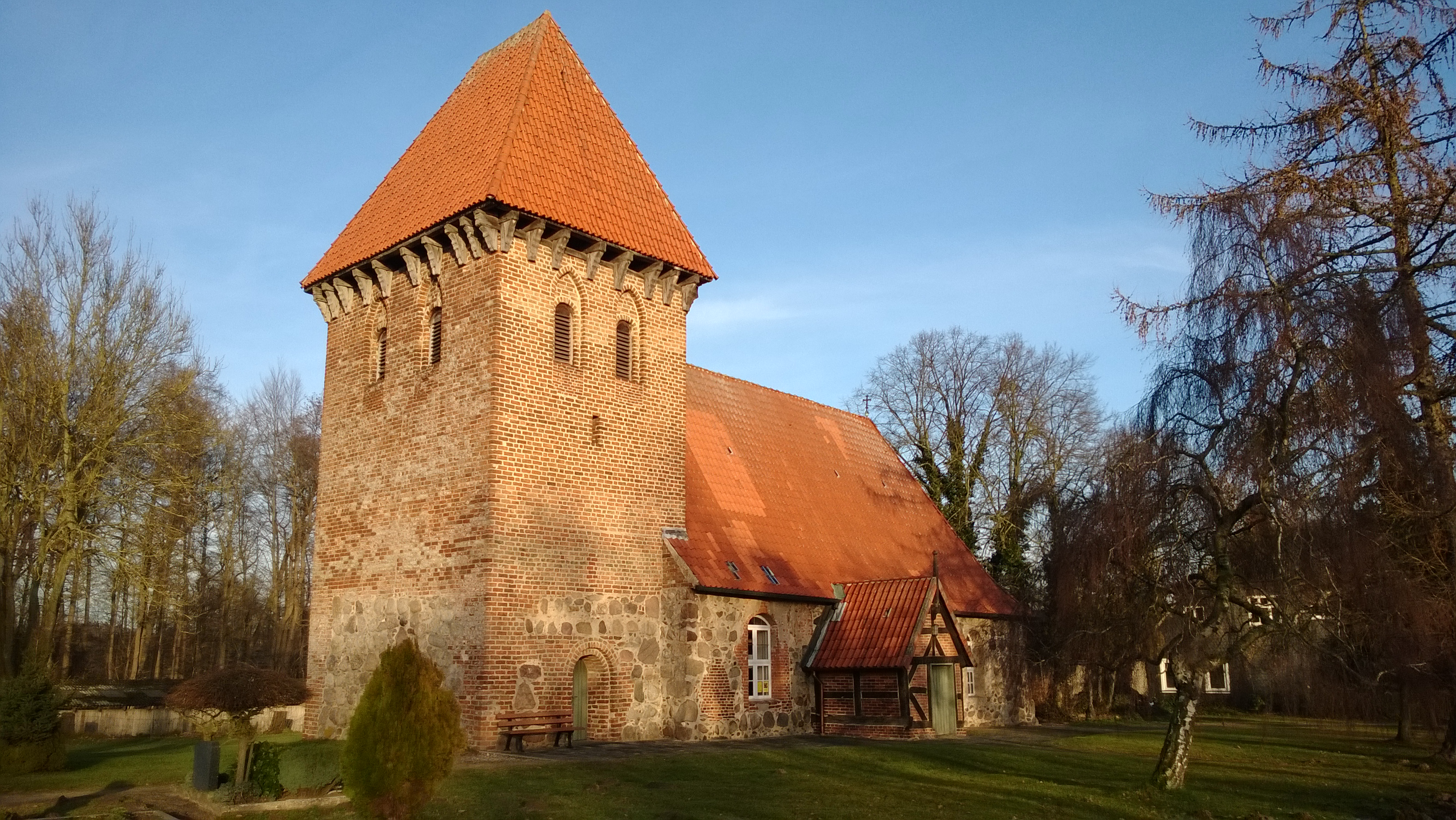
Kerk in Zeetze
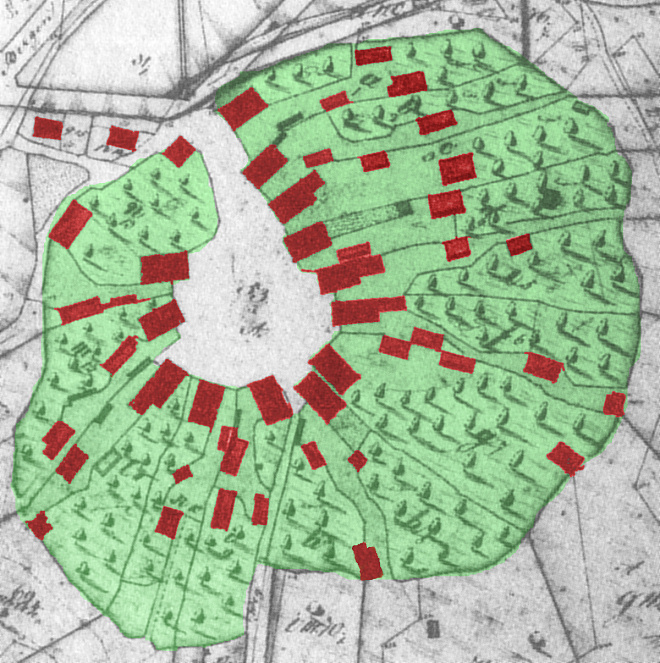
Plattegrond van het typische Rundlingsdorf Köhlen, 1830
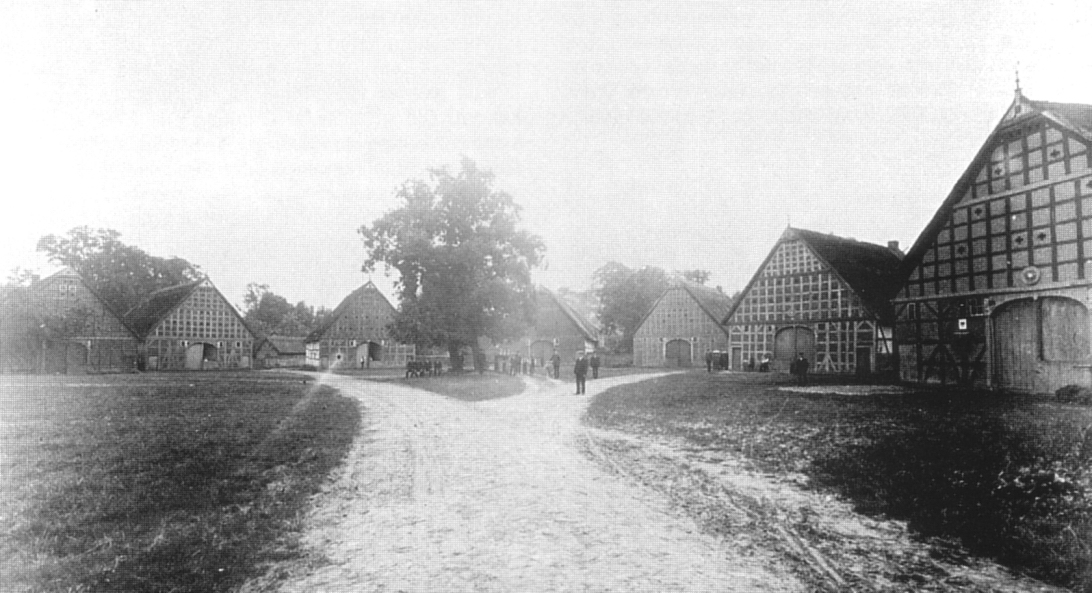
Foto van dit dorp, 1900

- Gemeinsame Normdatei: 4656346-5
- Virtual International Authority File: 239205739

Bergen an der Dumme · 
Clenze · 
Damnatz · 
Dannenberg · 
Gartow · 
Göhrde · 
Gorleben · 
Gusborn · 
Hitzacker · 
Höhbeck · 
Jameln · 
Karwitz · 
Küsten · 
Langendorf · 
Lemgow · 
Lübbow · 
Lüchow · 
Luckau · 
Neu Darchau · 
Prezelle · 
Schnackenburg · 
Schnega · 
Trebel · 
Waddeweitz · 
Woltersdorf · 
Wustrow · 
Zernien